# Fešbačova rezonanca
U fizici, Fešbačova rezonanca može nastati pri sudaru dva spora atoma, kada se oni privremeno sjedine zajedno formirajući nestabilno jedinjenje sa kratkim životnim vekom (tzv. rezonancija). To je karakteristika sistema sa više tela u kojima se vezano stanje postiže ako sprege između najmanje jednog unutrašnjeg stepena slobode i koordinata reakcije, koje dovode do disocijacije, nestanu. Suprotna situacija, kada se vezano stanje ne formira, je rezonanca oblika. Ime je dobilo po Hermanu Fešbahu, fizičaru sa MIT-a.
Fešbahove rezonancije su postale važne u proučavanju sistema hladnih atoma, uključujući Fermijeve gasove i Boze-Ajnštajnove kondenzate (BEC). U kontekstu procesa rasejanja u sistemima sa više tela, Fešbahova rezonanca se javlja kada je energija vezanog stanja međuatomskog potencijala jednaka kinetičkoj energiji sudarajućeg para atoma. U eksperimentalnim postavkama, Fešbahove rezonancije obezbeđuju način da se menja jačina interakcije između atoma u oblaku promenom dužine rasejanja, asc, elastičnih sudara. Za atomske vrste koje poseduju ove rezonancije (kao K39 i  K40), moguće je menjati jačinu interakcije primenom uniformnog magnetnog polja. Među mnogim upotrebama, ovaj alat je poslužio za istraživanje tranzicije sa BEC-a fermionskih molekula na fermionske parove sa slabom interakcijom BCS u Fermijevim oblacima. Za BEC, Fešbačove rezonancije su korišćene za proučavanje spektra sistema od idealnih Bozeovih gasova koji nisu u interakciji do jedinstvenog režima interakcija.

## Literatura
- R.J. Fletcher; A.L. Gaunt; N. Navon; R. Smith; Z. Hadzibabic (2013). „Stability of a Unitary Bose Gas”. Phys. Rev. Lett. 111 (12): 125303. Bibcode:2013PhRvL.111l5303F. PMID 24093273. S2CID 7983994. arXiv:1307.3193 . doi:10.1103/PhysRevLett.111.125303.
- Pethick; Smith (2002). Bose–Einstein Condensation in Dilute Gases. Cambridge. ISBN 0-521-66580-9.
- Herman Feshbach (1958). „Unified theory of nuclear reactions”. Annals of Physics. 5 (4): 357. Bibcode:1958AnPhy...5..357F. doi:10.1016/0003-4916(58)90007-1.
- Fano, Ugo (1935). „Sullo spettro di assorbimento dei gas nobili presso il limite dello spettro d'arco”. Il Nuovo Cimento (на језику: италијански). Springer Science and Business Media LLC. 12 (3): 154—161. Bibcode:1935NCim...12..154F. ISSN 0029-6341. S2CID 119640917. doi:10.1007/bf02958288.
- Fano, U. (1961-12-15). „Effects of Configuration Interaction on Intensities and Phase Shifts”. Physical Review. American Physical Society (APS). 124 (6): 1866—1878. Bibcode:1961PhRv..124.1866F. ISSN 0031-899X. doi:10.1103/physrev.124.1866.
- Per-Olov Löwdin (1962). „Studies in Perturbation Theory. IV. Solution of Eigenvalue Problem by Projection Operator Formalism”. J. Math. Phys. 3 (5): 969—982. Bibcode:1962JMP.....3..969L. doi:10.1063/1.1724312.
- Claude Bloch (1958). „Sur la théorie des perturbations des états liés”. Nucl. Phys. 6: 329. Bibcode:1958NucPh...6..329B. doi:10.1016/0029-5582(58)90116-0.